# 王忠陛
王忠陛（？—？），字元震，號峩崗，浙江紹興府山陰縣人，民籍，明朝政治人物。王國楨七世孫。

## 生平
天啟元年（1621年）辛酉科順天鄉試第九十名舉人，二年（1622年）中式壬戌科會試第三十八名，三甲第五十名進士。通政司觀政，六月授崑山縣知縣，三年（1623年）十月改順天府儒學教授。五年（1625年）升南京國子監博士，六年（1626年）升南京工部都水司主事。

## 家族
曾祖王仁；祖父王國宰；父王有光，庠生。母席氏。永感下。妻孔氏。弟王嘉礽。子王秉鑑，庠生；王舍鑑，庠生；王三俊，崇禎十三年進士。